# Ruisseau de Saint-Laurent
Le ruisseau de Saint-Laurent, appelé aussi Ruisseau de la Prade ou ruisseau de Boulat, est une rivière française qui coule dans les départements du Lot et de Tarn-et-Garonne. C'est un sous-affluent de l'Aveyron en rive droite, donc un sous-affluent de la Garonne par l'Aveyron puis par le Tarn. 

## Géographie
Long de 10,1 km, le ruisseau de Saint-Laurent prend sa source sur la commune de Puylagarde et se jette dans la Bonnette sur la commune de Loze.

## Départements et communes traversées
- Lot : Vidaillac, Beauregard, Saillac.
- Tarn-et-Garonne : Loze, Saint-Projet, Puylagarde.

## Principaux affluents
- Ruisseau de la Fontaine 1,3 km